# Megaphorus lascruensis
Megaphorus lascruensis là một loài ruồi trong họ Asilidae. Megaphorus lascruensis được Cole miêu tả năm 1964. Loài này phân bố ở vùng Tân Bắc giới.